# Murree
El MV Murree fue un buque de carga de la clase SD18 de 1981, que se hundió en el Canal de la Mancha en 1989.

## Desarrollo

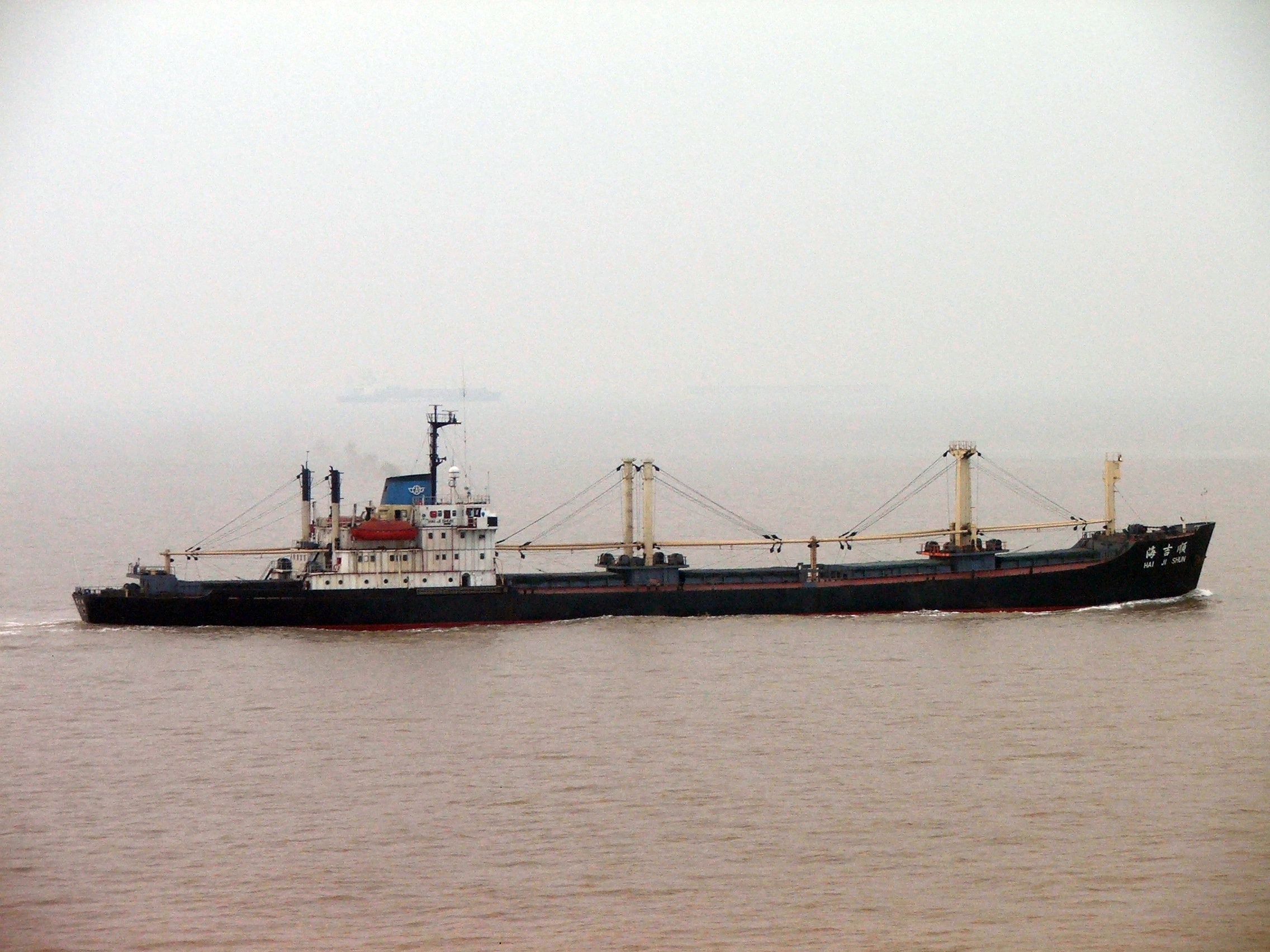
Un buque chino del tipo SD14, una clase un poco más pequeña que la SD18.

El tipo SD14 (Shelter Deck 14) fue la clase sucesora de los buques de la clase Liberty desarrollados por el astillero de Austin & Pickersgill en el río Wear en Sunderland. Se construyeron 211 buques SD14. El MV Murree fue uno de los tres buques SD18 (un tipo más grande y avanzado basado en el SD14) construidos en el astillero de Austin & Pickersgill en Southwick. Si bien el astillero está cerrado en la actualidad, la línea de la compañía ahora es miembro del Grupo A&P.  El nombre SD18 significa "cubierta de refugio, 18.000 toneladas".

## Hundimiento
El MV Murree se hundió en una tormenta de fuerza 10 a 22 millas al sureste de Start Point el 28 de octubre de 1989 después de que los contenedores de cubierta se desprendieran y dañaran el casco. Los helicópteros de búsqueda y rescate Sea King de la Marina Real Británica, del 771 Naval Air Squadron y el 772 Naval Air Squadron volando desde RNAS Culdrose y RNAS Portland cerca de Helston Cornwall y Portland Dorset respectivamente, realizaron un valiente y difícil rescate de los 40 tripulantes y pasajeros. La película del rescate apareció en la serie de televisión de la BBC 999. El tema fue cubierto nuevamente por la BBC en 2013 en un documental de John Sergeant sobre el helicóptero Westland Sea King.
Posteriormente el pecio del naufragio se convirtió en una atracción para los buceadores deportivos.